# Tephrochlamys ferruginea
Tephrochlamys ferruginea är en tvåvingeart som först beskrevs av Johann Wilhelm Meigen 1838.  Tephrochlamys ferruginea ingår i släktet Tephrochlamys och familjen myllflugor.
Artens utbredningsområde är Frankrike. Inga underarter finns listade i Catalogue of Life.